# Sanpellegrino
Sanpellegrino S.p.A. è un'azienda italiana, parte del gruppo Nestlé, che produce acqua minerale e bibite, fondata nel 1932 a San Pellegrino Terme (BG), dove si trovano gli stabilimenti di produzione.
L'azienda detiene il marchio S. Pellegrino e controlla altri due marchi nel settore delle acque minerali (Levissima, Panna) nonché alcuni marchi di bibite e aperitivi. Conta in Italia dieci siti produttivi, compresa la sede centrale e fa capo alla svizzera Nestlé. La società occupa complessivamente oltre 1.400 dipendenti, per un fatturato che si aggira intorno ai 900 milioni di euro.

## Storia

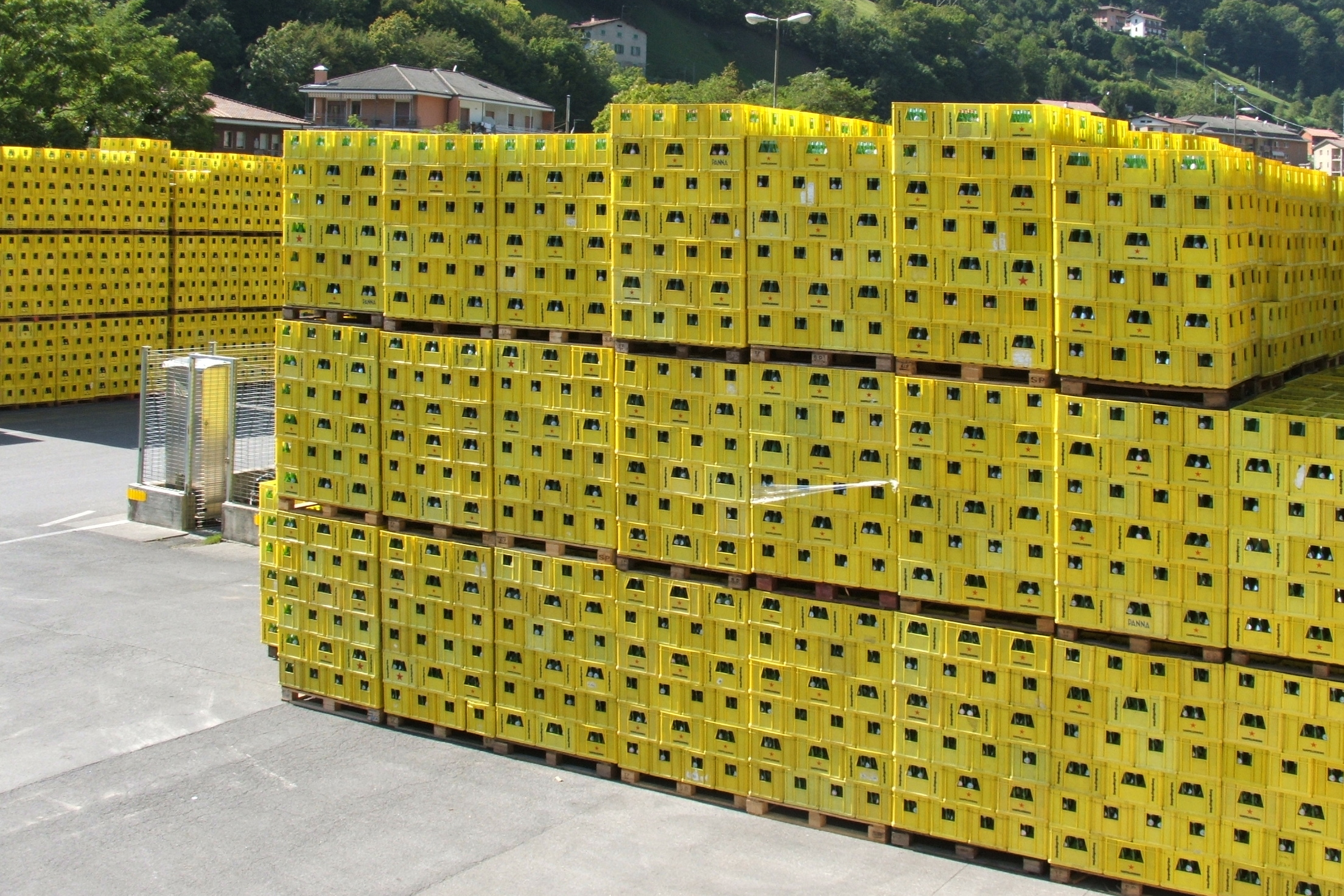
Cassette di bottiglie vuote nello stabilimento di San Pellegrino Terme

Benché le proprietà delle fonti del territorio brembano fossero note già da molti secoli, la storia della società Sanpellegrino S.p.A. ha inizio solamente negli ultimi anni del XIX secolo.
La fama della fonte attirava già tra Settecento e Ottocento membri dell'aristocrazia da tutta Europa tanto che, vista l'affluenza di visitatori, il proprietario del terreno adiacente alla fonte, Pellegrino Foppoli, nel 1760 decise di costruire una struttura a pagamento attrezzata con sedute e vasche di legno per fruire dell'acqua, dando origine a quello che nell'Ottocento si sarebbe evoluto nel sistema termale.
Nel 1842 il comune di San Pellegrino Terme decide di cedere il 75% della fonte a Ester Palazzolo, a condizione che la quota rimanente venisse lasciata libera per gli abitanti della zona, che avevano la possibilità di attingere all'acqua da un condotto esterno, senza dover pagare nulla. Nasce così il primo vero stabilimento termale della zona.

### Società Anonima delle Terme di San Pellegrino
Il potenziale economico della zona viene intuito però alla fine del XIX secolo dall'avvocato milanese Cesare Mazzoni , che il 21 maggio 1899 fonda la Società Anonima delle Terme di San Pellegrino, appellativo che identifica l'azienda fino al 1970 quando diventa semplicemente Sanpellegrino.
Nel 1900, la società viene quotata alla Borsa di Milano (vi rimarrà fino al 1918) e nel primo anno di attività dell'azienda, vengono imbottigliate 35.543 bottiglie al prezzo di 7 lire al litro, 5.000 delle quali destinate al mercato straniero. Su iniziativa dell'imprenditore, tra il 1901 e il 1906 l'azienda punta a sostenere l'immagine dell'acqua realizzando il nuovo impianto termale, il Grand Hotel e il Casinò, novità che contribuiscono ad aumentare il numero di visitatori e a diffondere l'immagine del prodotto, che ormai viene distribuito ben oltre le città europee.
Alla morte di Cesare Mazzoni, in concomitanza con lo scoppio della prima guerra mondiale, l'azienda va incontro a un periodo di declino fino al 1924 con l'arrivo di Ezio Granelli . Da semplice rappresentante farmaceutico, Granelli fece fortuna investendo nel brevetto Magnesia Sanpellegrino, tanto da avere la possibilità di acquisire la società e portarla a un nuovo sviluppo tecnologico e innovativo; dopo aver rinnovato l'impianto termale e lo stabilimento di imbottigliamento (si conta che con le nuove apparecchiature fosse possibile imbottigliare fino a 120.000 bottiglie al giorno), è uno degli sviluppatori della gamma agrumaria delle bibite Sanpellegrino, elemento che porta l'azienda ad aumentare costantemente le proprie vendite all'estero e a imporsi come leader del settore nel mercato italiano.
La nuova fortuna dell'azienda si deve infatti all'introduzione delle bibite gassate, prime tra tutti l'Aranciata, nata dalla fusione tra acqua minerale S. Pellegrino, succo di arancia siciliana e zucchero; grazie a questo nuovo prodotto, presentato nel 1932 alla Fiera Campionaria di Milano, la compagnia vede il proprio capitale raddoppiare nel giro di soli tre anni.
Dal 1949 in poi accanto ad Aranciata vengono lanciati nuovi prodotti, come Aranciata Amara, in onore dei cinquant'anni dell'attività, e poco dopo Chinotto, altro prodotto di punta dell'azienda.
Il 9 dicembre 1957 Ezio Granelli muore, e la direzione passa nelle mani di Giuseppe Mentasti, suo genero, che contribuisce alla nascita pochi anni dopo del primo aperitivo analcolico, il Bitter Sanpellegrino, e all'acquisizione di un altro importante prodotto, Acqua Panna.
Nel 1968 la compagnia diventa, con una media di 150 milioni di bottiglie vendute, uno dei colossi della ristorazione, e questa crescita continua negli anni successivi con la costruzione del nuovo stabilimento e con l'introduzione di sempre nuovi prodotti come Pompelmo, Cedrata, Cocktail, Doré, Sanbittèr Dry, Old Tonic.
Nel 1984 si fa strada in azienda la figura di Paolo Luni, prima come direttore generale e successivamente come amministratore delegato. Sotto la sua guida la società cresce tanto da essere in grado di assorbire, nel 1990, Crippa&Berger (Fonti Levissima).
Negli anni successivi Sanpellegrino S.p.A. si è trovata a entrare in relazione con numerose altre aziende del settore, tra cui Perrier, fino al suo completo assorbimento da parte del gruppo Nestlé nel 1999.
Sanpellegrino conta in Italia 10 siti produttivi compresa la sede centrale e occupa circa 1.850 lavoratori; gestisce marchi come Vera, Levissima e Panna, per un fatturato che si aggira intorno ai 900 milioni di euro; circa il 90% della produzione dell'azienda, che è presente su circa 153 paesi del mondo, è assorbita dall'esportazione; Stati Uniti, Francia, Italia, Germania, Regno Unito rappresentano i mercati tradizionali, mentre negli ultimi anni l'azienda ha puntato a sviluppare anche Cina, Giappone, Corea, Brasile e Russia.

## Prodotti

### Acque minerali
I marchi di acqua minerale commercializzati da Sanpellegrino sono cinque:
- S. Pellegrino: sgorga dalle fonti brembane di San Pellegrino Terme[35].
- Acqua Panna: sgorga lungo la strada che portava da Bologna a Firenze, a circa 900 m s.l.m.[36]. Entra a far parte del gruppo Sanpellegrino nel 1957 e accompagna l'acqua S.Pellegrino come suo corrispettivo naturale[37][38].
- Recoaro: sgorga a 880 m s.l.m. dalla Conca di Smeraldo a Recoaro Terme[39], antico centro termale noto dal 1600 e in attività dal 1927[40]. Entra a far parte del gruppo Sanpellegrino nel 1992[41]. È stata venduta nel 2016 al gruppo olandese Refresco.[42]
- Levissima: nasce in un'area vicino al Parco nazionale dello Stelvio[43]. Nel 1936 il professor Piccagnoni ottiene la concessione della sorgente e l'acqua entra in attività; diviene parte del gruppo Sanpellegrino nel 1993[38].
- Nestlé Vera: disponibile in vari formati che sgorgano dalle sorgenti di San Giorgio in Bosco (PD), Santo Stefano Quisquina (AG) e Castrocielo (FR).

### Bibite
- Aranciata Sanpellegrino (1937): aranciata ideata nel 1932 da Ezio Granelli[44], la bibita fu lanciata sul mercato cinque anni dopo. Il prodotto è oggi disponibile in quattro varianti: Classica[45], Amara (1949)[46], Dolce (2006)[47] e Bio (2019)[48].
- Chinò Sanpellegrino (1958): chinotto inizialmente nominato "Chinotto Sanpellegrino" e ribattezzato "Chinò" alla fine degli anni ottanta[49] è una bibita che si contraddistingue per un gusto amaro[50], conseguenza dell'agrume da cui deriva[51]; nel 2010 si aggiunge la versione "Chinò Zero" senza zuccheri[52].
- Limonata Sanpellegrino (1960)[53]: la limonata dell'azienda, realizzata con succo di limoni siciliani[54].
- One O One (1987): la cola dell'azienda (non più in produzione dal 2020).
- Incontri Sanpellegrino: nascono nel 2013 dall'unione di diversi ingredienti[55]. Si tratta di bevande analcoliche frizzanti[56] disponibili in tre versioni: arance e fichi d'india, limone e menta, chinotto e mirto[56].
- Specialità del Gusto: rientrano in questa categoria una serie di bevande classiche di Sanpellegrino come: Limonata, Gassosa, Cedrata, Cocktail, Silver Cocktail e Old Tonic[57]. Disponibili sia versione PET da 120 cl sia nelle tradizionali clavette in vetro[58].
- Acqua Brillante Recoaro: nata dal marchio storico del 1954[59].

### Aperitivi
- Sanbittèr: creato nel 1961 col nome di "Bitter Sanpellegrino", è stato il primo aperitivo analcolico in Italia[60]. Ridenominato Sanbittèr nel 1985, è per l'appunto un bitter a base di zucchero, estratti agrumari, spezie ed erbe[60], che presenta un gusto prevalentemente amaro[61].
- Sanbittèr emozioni di Frutta: lanciato nel 2011[62][63], è disponibile nelle varianti Pompelmo, Passion Fruit e Ribes Nero[64]. Nel 2014 vince il "premio Food-scelto dagli esperti" nella categoria bevande[65][66].
- Sanbittèr emozioni di Spezie: nasce nel 2013 dopo la gamma delle "Emozioni di Frutta"[62]; è presente in due varianti: Peperoncino e Cannella[67].
- Gingerino: prodotto storico del marchio Recoaro[68], presenta un gusto amarognolo e leggermente frizzante[68].